# Jouko Salomäki
Jouko Johannes Salomäki (* 26. srpna 1962 Kauhajoki, Finsko) je bývalý finský zápasník, reprezentant v zápase řecko-římském.
Startoval v kategorii do 74 kg. V roce 1984 na olympijských hrách v Los Angeles vybojoval zlatou medaili a v roce 1988 v Soulu vypadl ve druhém kole. V roce 1987 se stal mistrem světa, v roce 1985 vybojoval bronz. V roce 1987 vybojoval stříbro na mistrovství Evropy.